# Chapelle Sainte-Jeanne-d'Arc de Paris
Pour les articles homonymes, voir Chapelle Sainte-Jeanne-d'Arc et Sainte-Jeanne-d'Arc.
La chapelle catholique dite Sainte-Jeanne-d'Arc est située au 32 avenue Reille dans le 14e arrondissement de Paris. Précédemment sous la responsabilité de la congrégation des Franciscaines Missionnaires de Marie, elle est depuis 2020 propriété de l'archidiocèse de Paris. 

## Historique
En 1909, Marie de la Passion voulait que l'on construise une chapelle à Paris dédiée à sainte Jeanne d'Arc que l'on venait de béatifier. La première pierre est posée le 2 juillet 1911. La bénédiction de la chapelle a eu lieu le 29 septembre 1913, et elle fut consacrée  en 1964.

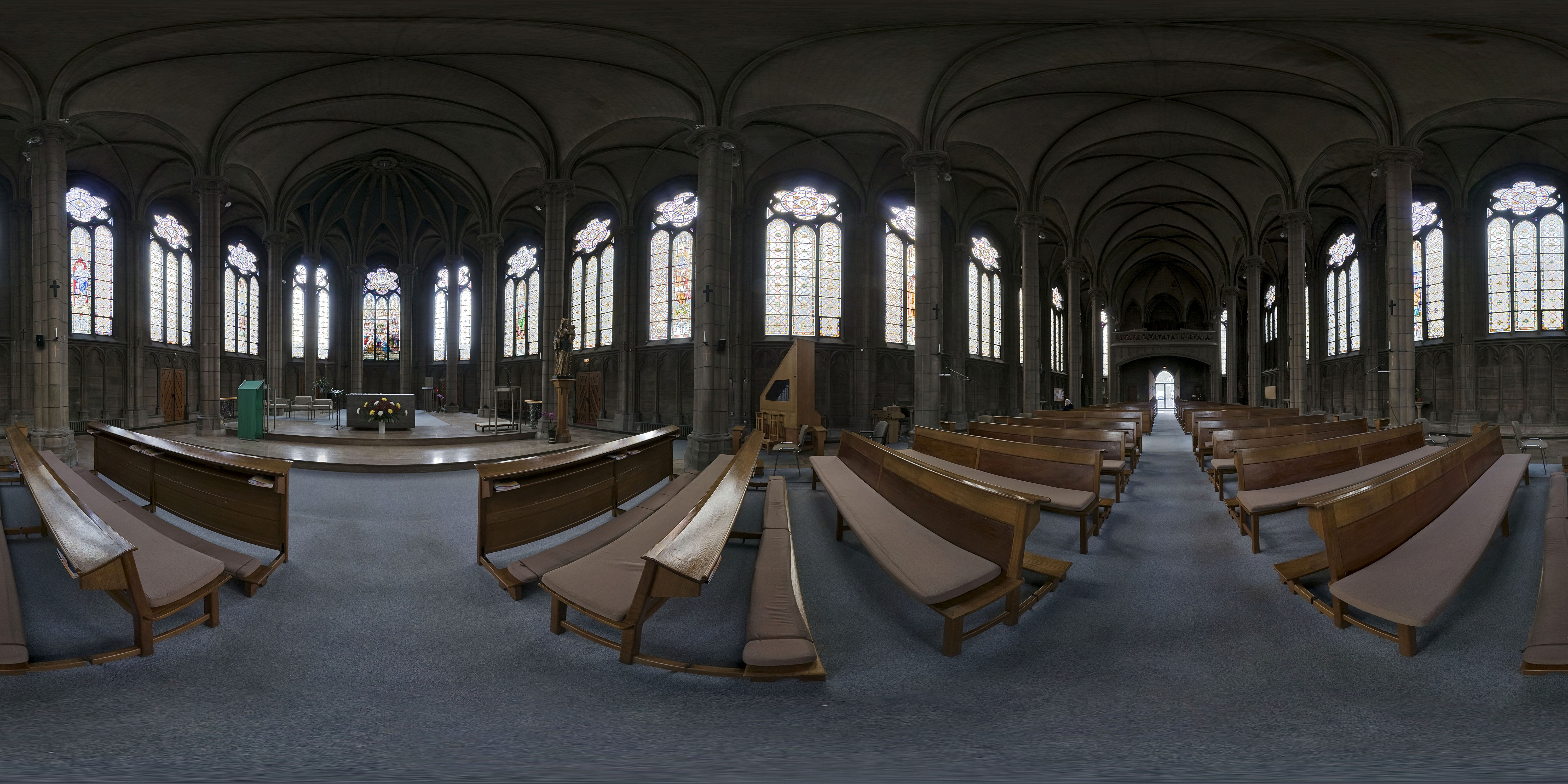
Photo panoramique 360°x180° de l'intérieur de la chapelle.

## Description

### Architecture
La chapelle, construite en béton armé, est de style néogothique inspiré de la Sainte-Chapelle
L'architecte Édouard Bérard en dressa les plans, mais l'église fut achevée en 1913, après son décès en 1912, par l'architecte Paul Courcoux.

### Cloches
Trois cloches sont en place, respectivement dénommées Marie, Jeanne et Michel-Jeanne.

### Décoration

#### Les vitraux
Ils portent tous un médaillon en haut représentant dans un cercle coupé par 4 épées couronnées la mention Jésus Maria et mentionnent les dates et les noms des villes où Jeanne d'Arc est passée.

À droite de l'église : Rouen (30 mai 1431), Domrémy (17 juillet 1429), Moulins (9 novembre 1429), Bourges (septembre/octobre 1429), Châtellerault (22 avril 1429), Coulommiers (9 août 1429), Tours (avril 1429), Loches (mai/juin 1429), Blois (27 avril 1429), Auxerre (1er juillet 1429).

À gauche de l'église : Chinon (9 mars 1429), Poitiers (20 avril 1429), Jargeau (12 juin 1429), Beaugency (16 juin 1429), Troyes (10 juillet 1429), Paris (8 septembre 1429), Soissons (5 mai 1430), Compiègne (23 mai 1430), Vaucouleurs (23 février 1429), Patay (16 juin 1429).

Le vitrail principal situé derrière l'autel représente Orléans (8 mai 1429). On y voit Jeanne d'Arc entrer dans la ville en la délivrant. Elle est sur son cheval avec son étendard aux couleurs de Jésus et de Marie face à une foule en liesse.
Il y a un vitrail consacré à sainte Catherine, un autre à sainte Marguerite et à saint Michel qui sont les saints qui appelaient Jeanne d'Arc à sa mission de sauver la France et son roi Charles VII.
Tous les vitraux portent en bas le nom du donateur.
L'ensemble des vitraux fut restauré par l’atelier de la Vieille Maison des Loges-en-Josas en 1986.

#### Les murs
La clef de voûte est étoilée où six anges soutiennent une couronne avec la devise de Jeanne d'Arc « De par le Roi du ciel » Jésus Maria 1412.1431.
On y retrouve le blason de Jeanne d'Arc (une épée en pal dans une couronne et deux fleurs de lys d'or sur champ d'azur) au-dessus de chaque porte, ainsi que sous la tribune (en céramique).